# Dresda (film)
Dresda (Dresden) è un film per la televisione tedesca del 2006 diretto da Roland Suso Richter.

## Trama
Il film è ambientato nel periodo del drammatico bombardamento di Dresda compiuto dagli Alleati tra il gennaio e il febbraio 1945, durante la Seconda guerra mondiale. Una giovane infermiera tedesca, Anna, figlia del direttore dell'ospedale dove lavora e fidanzata con il chirurgo Alexander, cura e s'innamora di un pilota britannico, Robert Newman, da lei nascosto.
Nel frattempo Alexander viene a sapere che il padre di Anna sta preparando un loro trasloco in Svizzera, dove sta ultimando l'acquisto di una clinica a Basilea commerciando illegalmente la morfina destinata ai pazienti con un alto funzionario nazista, in cambio anche di passaporti validi per l'espatrio e ingente denaro.
Due giorni dopo, alla festa di fidanzamento di Alexander e Anna, quest'ultima scopre tutto sulla morfina sotratta ai pazienti grazie a Robert e tenta di fuggire via, venendo rinchiusa in camera sua da suo padre e da Alexander stesso.
Il padre di Anna si adopera per far partire Anna, la sorella e la moglie per Monaco l'indomani, ma proprio mentre stanno arrivando alla stazione, inizia l'immenso bombardamento della città che cambierà per sempre le loro vite: il direttore dell'ospedale Carl Mauth morirà a causa di un'esplosione, la sorella Eva e la madre Magda si disperderanno, così come Alexander, costretti a migrare verso un'altra città come profughi. Rimarranno solo Anna ed Alexander, il quale farà ritorno nel Regno Unito.

## Distribuzione
È stato trasmesso in Germania, diviso in due parti, il 5 e 6 marzo 2006 su ZDF, mentre nel 2010  è stato trasmesso in un'unica soluzione. In Italia è andato in onda su Rai 3 il 4 giugno 2011.